# ميخائيل كونراد (ممثل)
ميخائيل كونراد (بالإنجليزية: Mikel Conrad)‏ هو مخرج وممثل أمريكي، ولد في 30 يوليو 1919، وتوفي في 11 سبتمبر 1982.

## وصلات خارجية
- ميخائيل كونراد على موقع IMDb (الإنجليزية)
- ميخائيل كونراد على موقع أول موفي (الإنجليزية)
- ميخائيل كونراد على موقع قاعدة بيانات الأفلام السويدية (السويدية)
- ميخائيل كونراد على موقع قاعدة بيانات الفيلم (الإنجليزية)
- ميخائيل كونراد على موقع كينوبويسك (الروسية)